# Высший Евразийский экономический совет
Высший Евразийский экономический совет — высший наднациональный орган Евразийского экономического союза (ранее — высший наднациональный орган Таможенного союза и Единого экономического пространства). 

## Общие сведения
Учреждён 29 мая 2014 года договором о Евразийском экономическом союзе.
В Высший Евразийский экономический совет входят главы государств или правительств стран-членов Евразийского экономического союза. Собирается не реже одного раза в год. Решения принимаются консенсусом. Принятые решения становятся обязательными для выполнения во всех государствах-участниках. Совет определяет состав и полномочия прочих регулирующих структур. 
Состав Высшего Евразийского экономического совета:

## Главы государств и правительств стран-членов

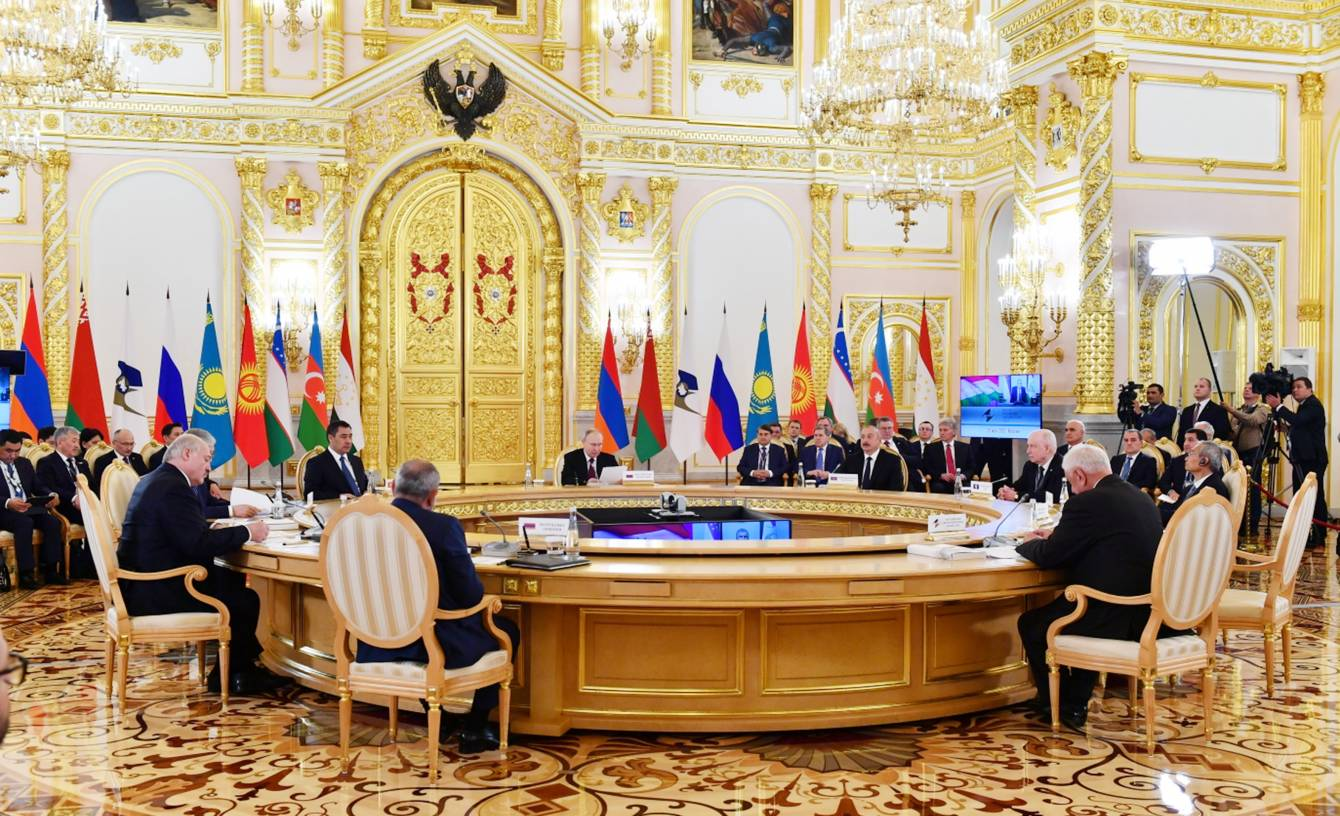
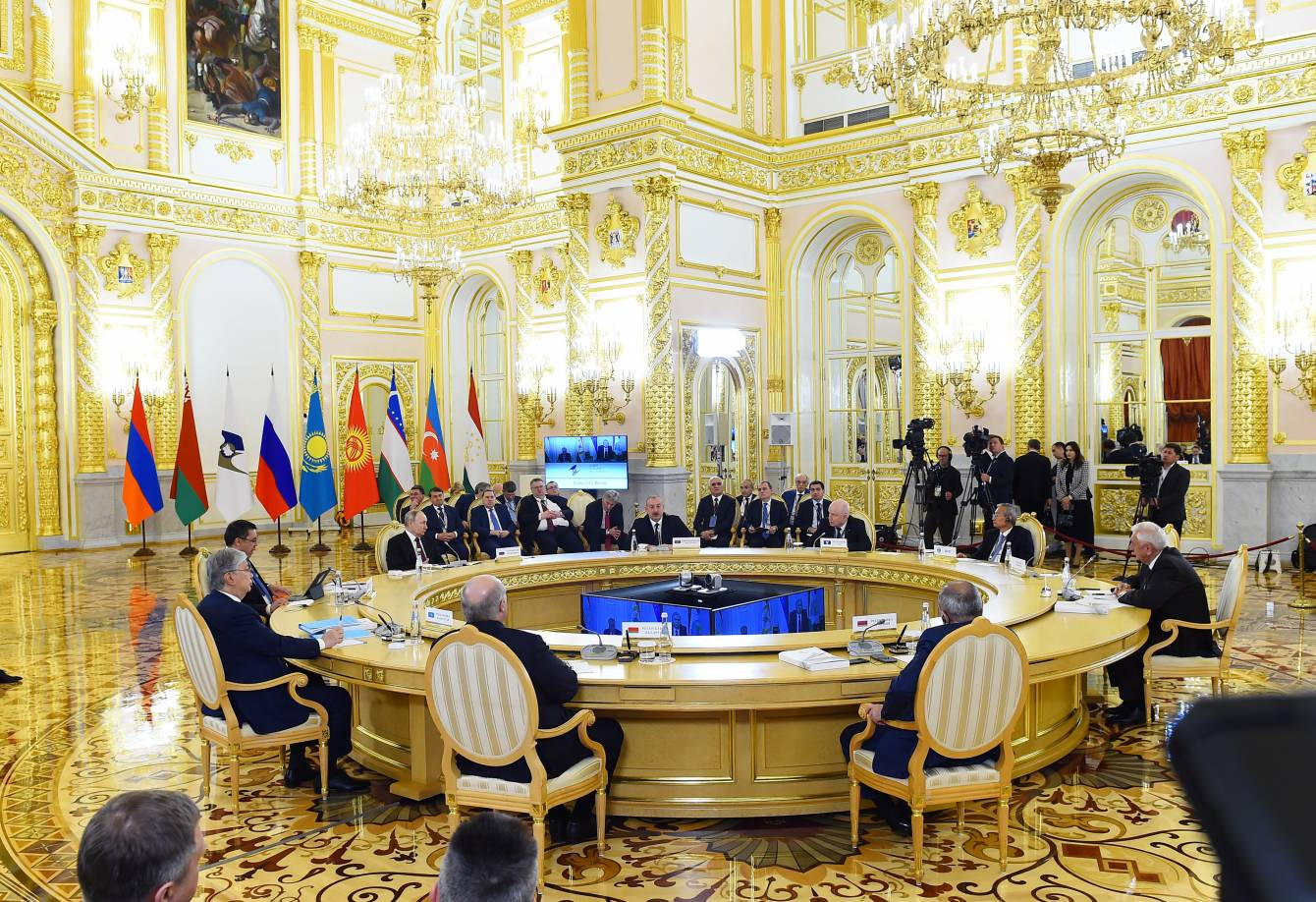

1. В. В. Путин
2. А. Г. Лукашенко
3. К. К. Токаев
4. С. Н. Жапаров
5. Н. В. Пашинян